# Tishman Speyer Properties
Tishman Speyer Properties est une importante société immobilière américaine fondée en 1978 par deux associés, Jerry Speyer et Robert Tishman.

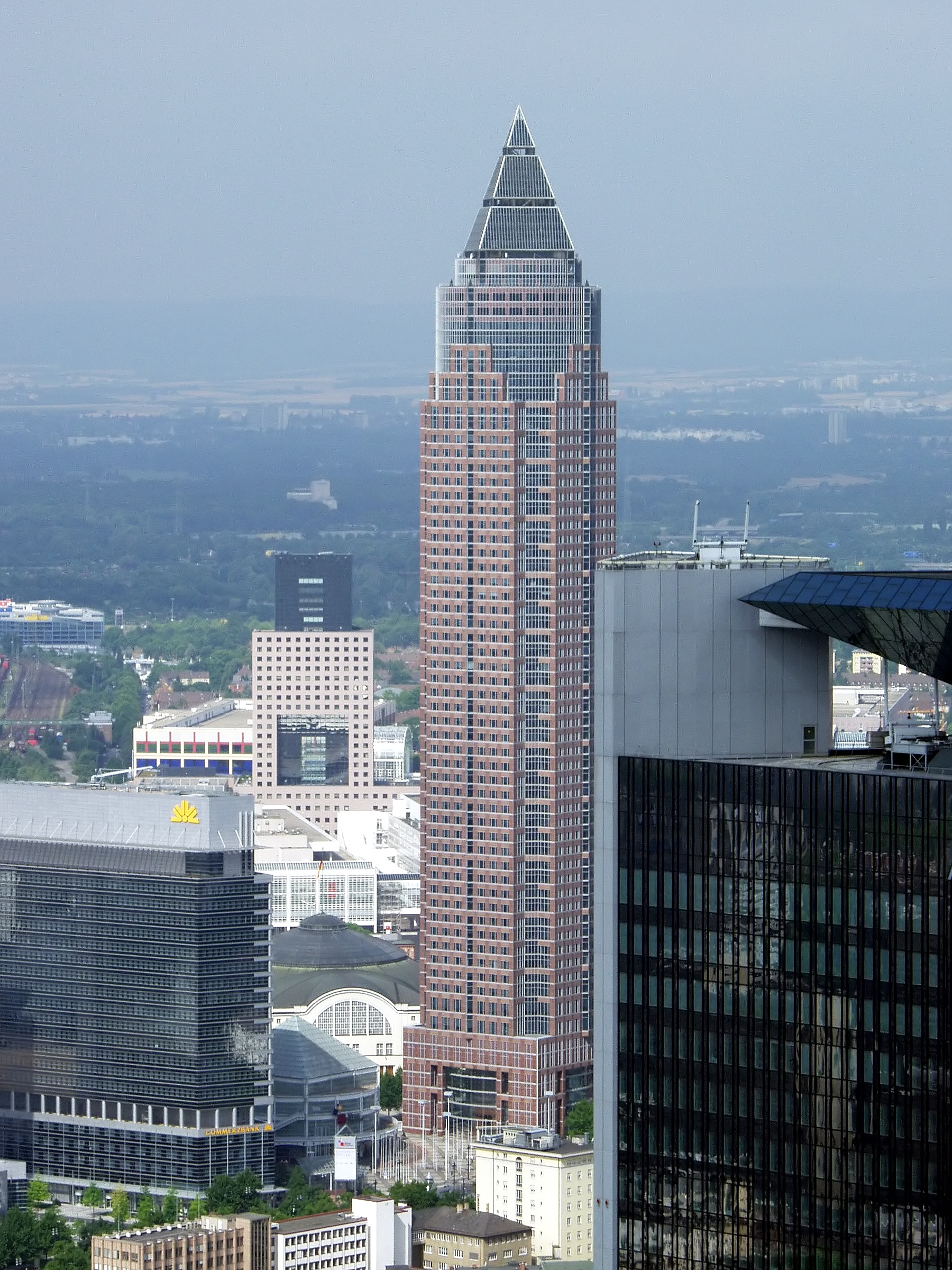
Messeturm de Francfort-sur-le-Main

Tishman Speyer est l'un des plus importants promoteurs, propriétaire et gestionnaire dans le domaine immobilier de la planète. La société gère un parc immobilier de plus de 7 millions de mètres carrés dans les principales villes des États-Unis, d'Europe, d'Amérique latine et d'Asie.
Les propriétés de Tishman Speyer comprennent les prestigieuses construction new-yorkaises du Rockefeller Center, Lipstick Building, le siège du New York Times sur la West 43rd Street et le CitySpire Center. Dans le monde, on citera la MesseTurm de Francfort, le Sony Center de Berlin et la Centro Empresarial Nações Unidas Torre Norte de Sao Paulo.
Depuis 2005, Tishman a été à l'origine des trois plus grosses transactions immobilières de l'histoire des États-Unis :
- Vente du 666 Fifth Avenue pour 1,8 milliard de $[1].
- Achat du MetLife Building pour 1,72 milliard de $.
- Achat de la Stuyvesant Town et du Peter Cooper Village pour 5,4 milliards de $, comprenant un terrain de 32 hectares à Manhattan sur lequel se trouvent 110 bâtiments et 11 232 appartements[2].